# Lars Svensson (borgmästare)
Lars Svensson, född 1590, död 4 april 1677, var en svensk befallningsman, fogde hos greve Per Brahe den yngre, och borgmästare i Gränna stad, Småland (1659-1675).
Svensson tillträdde som borgmästare 17 juni 1659, enligt Grännas äldsta bevarade dombok. Han beviljades entledigande på nyåret 1675 på grund av ålderdomssvaghet. Två år senare var han död. Han efterföljdes i borgmästarämbetet av Johan Werner den yngre.
Barn:
- Johan Larsson Wetterman, häradshövding i Nordre och Sunnervikens domsaga i Bohuslän, länsman
- Anders Larsson Crantzberg, fogde, borgmästare i Uddevalla, riksdagsman 1668-1697
- Sven Larsson Crantzberg, kamrerare, befallningsman över Gränna socken, bisittare i konventet på Visingsborg
- Maria Larsdotter Crantzberg
- Jonas Larsson Crantzberg, fogde hos Per Brahe i Acklinga, Baltak och Agnetorp
- Britta Larsdotter Crantzberg